# Tryphon (geslacht)
Tryphon is een vliesvleugelig insectengeslacht uit de familie van de gewone sluipwespen (Ichneumonidae). De wetenschappelijke naam van het geslacht is voor het eerst geldig gepubliceerd in 1813 door Fallén.

## Soorten
De volgende soorten zijn bij de familie ingedeeld:
- Tryphon abditus Kasparyan
- Tryphon alaskensis Ashmead
- Tryphon amasidis Cockerell & Leveque
- Tryphon ambiguus Ratzeburg
- Tryphon americanus Cresson
- Tryphon aridus Kasparyan
- Tryphon armatus Kasparyan
- Tryphon asiaticus Telenga
- Tryphon atratus Kasparyan
- Tryphon atriceps Stephens
- Tryphon auricularis Thomson
- Tryphon bidentatus Stephens
- Tryphon bidentulus Thomson
- Tryphon bilineolatus Kriechbaumer
- Tryphon braccatus (Gravenhorst)
- Tryphon brevipetiolaris Uchida
- Tryphon brunniventris Gravenhorst
- Tryphon cadaver Brues
- Tryphon calceolatus Gravenhorst
- Tryphon californicus Cresson
- Tryphon caucasicus Kasparyan
- Tryphon cingulipes Schiodte
- Tryphon collaris Gravenhorst
- Tryphon communis Cresson
- Tryphon coquilletti Townes & Townes
- Tryphon debilis Fonscolombe
- Tryphon deliciosus Ratzeburg
- Tryphon duplicatus (Heinrich)
- Tryphon errator Kasparyan
- Tryphon eupitheciae Boie
- Tryphon exareolatus Constantineanu & Constantineanu
- Tryphon excavatus Ratzeb urg
- Tryphon exclamationis Gravenhorst
- Tryphon exiguus Cresson
- Tryphon exobscurus Walkley
- Tryphon expers Ratzeburg
- Tryphon explanatum Cockerell
- Tryphon flavescens Fonscolombe
- Tryphon flavilabris Stephens
- Tryphon flavoclypeatus Kasparyan
- Tryphon florissantensis Brues
- Tryphon foraminatus Townes & Townes
- Tryphon fulvilabris Gravenhorst
- Tryphon fulviventris Holmgren
- Tryphon geminator Schiodte
- Tryphon grossus Brischke
- Tryphon haematopus Ruthe
- Tryphon hamatus Townes & Townes
- Tryphon hamulator Nees von Esenbeck
- Tryphon heliophilus Gravenhorst
- Tryphon himalayensis Gupta
- Tryphon hinzi (Heinrich)
- Tryphon humilis Gravenhorst
- Tryphon illotus Townes & Townes
- Tryphon incisus Gravenhorst
- Tryphon jezoensis Uchida
- Tryphon laevis Ratzeburg
- Tryphon lapideus Brues
- Tryphon leucodactylus Ratzeburg
- Tryphon leucostictus Ratzeburg
- Tryphon lusorius Cresson
- Tryphon machaerus Townes & Townes
- Tryphon mauritanicus Schmiedeknecht
- Tryphon mesochoroides Ratzeburg
- Tryphon mutilatus Ratzeburg
- Tryphon mystax Townes & Townes
- Tryphon nagahamensis Uchida
- Tryphon nigrinus Brischke
- Tryphon nigripes Holmgren
- Tryphon nigritarsus Gravenhorst
- Tryphon obtusator (Thunberg)
- Tryphon palmaris (Davis)
- Tryphon peltiger Schiodte
- Tryphon peregrinus Brues
- Tryphon psilosagator Aubert
- Tryphon punctatus Kasparyan
- Tryphon rarus Kasparyan
- Tryphon ratzeburgi Gorski
- Tryphon relator (Thunberg)
- Tryphon rempeli Townes & Townes
- Tryphon rennenkampffii Ratzeburg
- Tryphon rufonotatus Fonscolombe
- Tryphon rugosus Ratzeburg
- Tryphon rutilator (Linnaeus)
- Tryphon scapulator Schiodte
- Tryphon seminiger Cresson
- Tryphon senex Brues
- Tryphon sexpunctatus Gravenhorst
- Tryphon signator Gravenhorst
- Tryphon subsulcatus Holmgren
- Tryphon talitzkii Telenga
- Tryphon teberda Kasparyan
- Tryphon thomsoni Roman
- Tryphon thoracicus Stephens
- Tryphon townesi Walkley
- Tryphon translucens Ratzeburg
- Tryphon trochanteratus Holmgren
- Tryphon utilis Tischbein
- Tryphon variabilis Ratzeburg
- Tryphon viator Townes & Townes
- Tryphon zavreli Gregor
- Tryphon zonatus Stephens